# 애니메이터

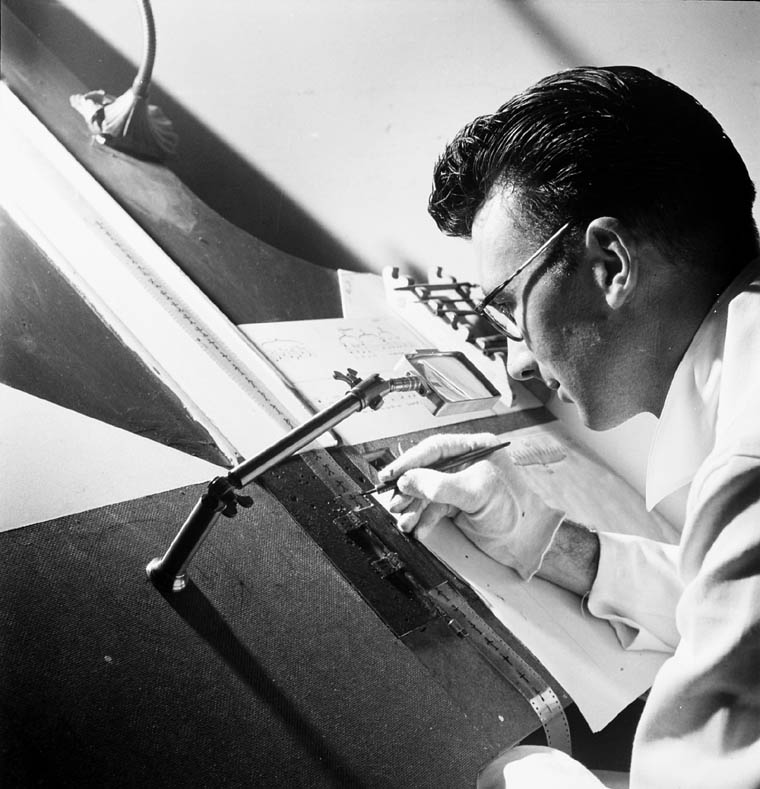
애니메이터 노먼 맥라렌.

애니메이터(Animator)는 상업용 셀 애니메이션의 제작 공정에서 작화 공정의 원화, 동영상을 담당하는 직업의 총칭이다.

## 방식
역사적으로 애니메이션을 만드는 일은 길고 고된 과정이다. 주어진 장면의 각 프레임은 손으로 그려낸 다음 셀룰로이드로 옮겨놓고 여기에서 추적을 하고 페인트칠을 한다. 이렇게 완성된 셀들은 페인트칠된 배경에 연이어 배치시켜 한 번에 한 프레임씩 필름화된다.
하루에 그림을 몇 백장씩 그려야 하는 직업인 탓에 육체노동의 강도가 매우 극심하다. 그 때문에 애니메이터가 웹툰 작가로 갈아타기도 하는데 전직 애니메이터가 웹툰 작가가 되면 그 소감에 대해 "짊어지고 있던 추의 무게가 훨씬 가벼워진 느낌"이라고 한다. 실제로 호랑이형님의 작가 이상규는 전직 애니메이터 출신 웹툰 작가이다.

## 같이 보기
- 애니메이터 목록
- 애니메이션